# 陸亞夫

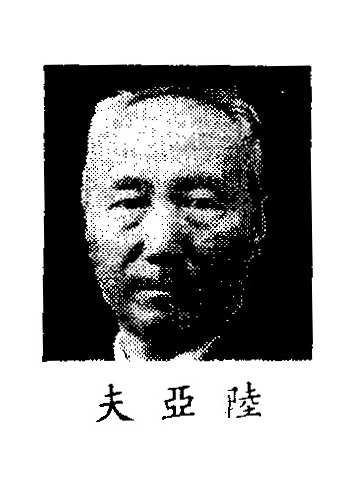

陸亞夫（1889年—1949年）彝族，云南省鲁甸县龙树乡核桃树人。中华民国政治人物。

## 生平
民国元年（1912年），陸亞夫毕业于云南法政学校，此后留学日本明治大学。民国6年（1917年）毕业归国后，历任中华民国大总统府咨议官、中央直辖军第三军法处处长、广东高等审判厅刑庭庭长、驻粤滇军第四师军法处长、靖国军总指挥部军法处长、广西全省绥靖督办署参议。
民国9年（1920年），陸亞夫任盐兴县知事。民国11年（1922年），被派为云南代表，赴云南省，任江川县知事（后来改称县长）。
民国15年（1926年）7月，陆亚夫以镇雄禁烟检查员的身份向云南省省长唐继尧上书，希望政府整顿团务，形成自卫能力，使民众免受土匪骚扰，军队则不必派驻各县。
民国16年（1927年）2月，陸亞夫任盐兴县县长。同年9月，任滇越铁路军警总局局长，兼迤南守备军总司令。民国18年（1929年）8月，署理大关县县长。民国19年（1930年），为云南省政府派驻两广代表。民国21年（1932年）5月，任云南省禁烟局会办。
民国22年（1933年），陆亚夫等28名设计委员联名上书昆明市政府，建议政府将昆明建为现代化花园都市，组建昆明市设计委员会，聘请昆明市历任市长以及云南省内外的工程园艺专家等28人为设计委员，于6个月之内拟定具体方案，呈准施行。他们的上书获得昆明市市长罗佩荣同意，并将该文转报云南省政府。
民国23年（1934年）7月21日，陸亞夫任昆明市市长兼警察局长。同年9月29日，任云南省新生活运动促进会常务监事。民国24年（1935年）7月，任昆明市国术馆馆长。同年10月1日，卸任昆明市市长职务。在担任昆明市市长期间，陸亞夫在市政建设、地方治安等方面均作了长远规划。
民国25年（1936年）7月15日，任国民大会云南省代表选举事务所总干事。同年8月13日辞去总干事职务，参选国民大会代表。民国26年（1937年）9月，当选云南省第三区（昭通鲁甸龙树）国民大会代表。同年11月，任云南盖华银行公司董事。1940年4月2日，任国民政府立法院第四届立法委员，任至1945年9月29日。民国35年（1946年），再度当选云南省第三区国民大会代表。民国36年（1947年），任第六十军军法处处长，当选第一届国民大会代表。民国37年（1948年）6月1日，参加云南边疆民族文化协会云南分会。同年10月25日，任协会滇分会理事。民国38年（1949年），获聘为云南省政府顾问。
1949年，陸亞夫逝世，享年60岁。